# Torneio de Roland Garros de 2004
O Torneio de Roland Garros de 2004 foi um torneio de tênis disputado nas quadras de saibro do Stade Roland Garros, em Paris, na França, entre 24 de maio e 6 de junho. Corresponde à 37ª edição da era aberta e à 103ª de todos os tempos.

## Finais

### Profissional
| Categoria | Evento    | Campeã(s)(o/ões)                    | Vice-campeã(s)(o/ões)                 | Resultado               | Chave(s)  | Chave(s)       |
| --------- | --------- | ----------------------------------- | ------------------------------------- | ----------------------- | --------- | -------------- |
| Simples   | Masculino | Gastón Gaudio                       | Guillermo Coria                       | 0–6, 3–6, 6–4, 6–1, 8–6 | principal | qualificatório |
| Simples   | Feminino  | Anastasia Myskina                   | Elena Dementieva                      | 6–1, 6–2                | principal | qualificatório |
| Duplas    | Masculino | Xavier Malisse Olivier Rochus       | Michaël Llodra Fabrice Santoro        | 7–5, 7–5                | principal | principal      |
| Duplas    | Feminino  | Virginia Ruano Pascual Paola Suárez | Svetlana Kuznetsova Elena Likhovtseva | 6–0, 6–3                | principal | principal      |
| Duplas    | Misto     | Tatiana Golovin Richard Gasquet     | Cara Black Wayne Black                | 6–3, 6–4                | principal | principal      |

### Juvenil
| Categoria | Evento    | Campeã(s)(o/ões)                    | Vice-campeã(s)(o/ões)            | Resultado | Chave(s)  | Chave(s)       |
| --------- | --------- | ----------------------------------- | -------------------------------- | --------- | --------- | -------------- |
| Simples   | Masculino | Gaël Monfils                        | Alex Kuznetsov                   | 6–2, 6–2  | principal | qualificatório |
| Simples   | Feminino  | Sesil Karatantcheva                 | Mădălina Gojnea                  | 6–4, 6–0  | principal | qualificatório |
| Duplas    | Masculino | Pablo Andújar Marcel Granollers     | Alex Kuznetsov Mihail Zverev     | 6–3, 6–2  | principal | principal      |
| Duplas    | Feminino  | Kateřina Böhmová Michaëlla Krajicek | Irina Kotkina Yaroslava Shvedova | 6–3, 6–2  | principal | principal      |